# Dyms ekvation
Inom matematiken är Dyms ekvation den partiella differentialekvationen
{\displaystyle u_{t}=u^{3}u_{xxx}.\,}
Den skrivs ofta i den ekvivalenta formen
{\displaystyle v_{t}=(v^{-1/2})_{xxx}.\,}
Ekvationen har fått sitt namn efter Harry Dym.

### Allmänna källor
- Cercignani, Carlo; David H. Sattinger (1998). Scaling limits and models in physical processes. Basel: Birkhäuser Verlag. ISBN 0-8176-5985-4
- Kichenassamy, Satyanad (1996). Nonlinear wave equations. Marcel Dekker. ISBN 0-8247-9328-5
- Gesztesy, Fritz; Holden, Helge (2003). Soliton equations and their algebro-geometric solutions. Cambridge University Press. ISBN 0-521-75307-4
- Olver, Peter J. (1993). Applications of Lie groups to differential equations, 2nd ed. Springer-Verlag. ISBN 0-387-94007-3